# 菲施巴赫-格斯利孔
菲施巴赫-格斯利孔（德語：Fischbach-Göslikon）是瑞士阿爾高州的一个市镇，位於該國北部，面積3.07平方公里，海拔高度390米，截至2018年12月31日总人口为1,640人。